# Paraschizidium levithae
Paraschizidium levithae là một loài chân đều trong họ Armadillidiidae. Loài này được Sfenthourakis miêu tả khoa học năm 1995.